# Eike Hosenfeld
Eike Hosenfeld (* 1974 in Offenbach am Main) ist ein deutscher Komponist. 

## Biografie
Eike Hosenfeld begann 1996 sein Studium an der Hochschule für Film und Fernsehen „Konrad Wolf“ und beendete es als Diplom-Toningenieur. Gemeinsam mit seinem Kommilitonen Christian Riegel und dem Komponisten Moritz Denis gründete er anschließend das Tonbüro als gemeinsames Studio. Seitdem komponiert er die Musik zu Dokumentationen, Fernseh- und Kinofilmen wie Neukölln Unlimited, Berlin am Meer und Krieg der Frauen.

## Filmografie (Auswahl)
- 2002: Wie verliebt man seinen Vater?
- 2002: Das Leben geht weiter (Doku-Drama)
- 2002: Pengo! Steinzeit!
- 2003: Devot
- 2003: Wer küsst schon einen Leguan?
- 2004: Bin ich sexy?
- 2004: Nachbarinnen
- 2004–2006: Schloss Einstein (Fernsehserie)
- 2005: Hallesche Kometen
- 2005: Polizeiruf 110 – Heimkehr in den Tod
- 2006: Krieg der Frauen
- 2006: Sieh zu, dass du Land gewinnst
- 2007: Zu schön für mich
- 2008: Berlin am Meer
- 2008: Der russische Geliebte
- seit 2009: Die Bergwacht/Die Bergretter (Fernsehserie)
- 2009: Das große Rennen – Ein abgefahrenes Abenteuer (The Race)
- 2009: Rahel – Eine preußische Affäre
- 2009: Polizeiruf 110 – Der Tod und das Mädchen
- 2010: Neukölln Unlimited
- 2011: Frischer Wind
- 2011: Lindburgs Fall
- 2011: Linda geht tanzen
- 2012: Der Rekordbeobachter
- 2012: Die sechs Schwäne
- 2014: Toleranz
- 2015: Die Dienstagsfrauen – Zwischen Kraut und Rüben
- 2016: Kommen Rührgeräte in den Himmel?
- 2017: Kolyma – Straße der Knochen
- 2017: Sanft schläft der Tod (Fernsehfilm)
- 2017: Vorwärts immer!
- 2018: Chaos-Queens: Lügen, die von Herzen kommen (Filmreihe, Film 4)
- 2019: Daheim in den Bergen – Schwesternliebe
- 2019: Der Krieg und ich (Mehrteiler für Kinder und Jugendliche)
- 2020: Max und die wilde 7
- 2022: Freundschaft auf den zweiten Blick (Fernsehfilm)
- 2022: Neben der Spur ist auch ein Weg (Fernsehfilm)
- 2023: Mein Vater, der Esel und ich (Fernsehfilm)
- 2023: Aracy – Der Engel von Hamburg
- 2024: Ein Sommer an der Côte d’Azur (Fernsehreihe)
- 2025: In die Sonne schauen (gemeinsam mit Michael Fiedler)